# USA:s damlandslag i landhockey
USA:s damlandslag i landhockey (engelska: United States women's national field hockey team) representerar USA i landhockey på damsidan. Laget tog brons vid den olympiska turneringen 1984 samt brons i världsmästerskapet 1994.

### Fotnoter
1. ↑  Todor Krastev (19 mars 1984). ”Women Field Hockey Olympic Games 1984 Los Angeles (USA) - 01-09.08 Winner Netherlnds” (på engelska). Sport Statistics. Arkiverad från originalet den 5 mars 2016. https://web.archive.org/web/20160305200646/http://todor66.com/hockey/field/Olympic/Men_1984.html. Läst 27 juni 2015.
2. ↑  Todor Krastev (19 mars 1994). ”Women Field Hockey World Cup 1994 Dublin (IRL) - 13-24.07 Winner Australia” (på engelska). Sport Statistics. Arkiverad från originalet den 5 mars 2016. https://web.archive.org/web/20160305034516/http://todor66.com/hockey/field/World/Women_1994.html. Läst 27 juni 2015.